# 中國產品質量技術監督中心事件
中國產品質量技術監督中心事件是一起2015年爆發名為「中國產品質量技術監督中心」的組織在廣範圍內頒發各種品質認證與得獎牌匾的事件。事發後2016年改名「中国产品质量协会」繼續詐騙後，被国家民间组织管理局列為假名詐欺組織、離岸山寨社團名單。

## 概述
中國產品質量技術監督中心為一間ICP備案「京ICP备13012862号」的北京市註冊公司，註冊名目其實為「《中國質量萬里行》雜誌社有限責任公司」，自稱為公益性、学术性的社团组织。
2015年1月20日北京廣播電視台青年頻道節目《誰在說》深入調查一起創業加盟詐騙案，案件中有一企業在北京市中心區高級辦公大樓租用豪華辦公室，並貼出「央視合作夥伴」等大量標語和各種得獎證書，販售一種號稱台灣專利的機器可以幫手機鍍上液體防護層，乾固後手機從裡到外都能防水，甚至能在水中運作，邊游泳邊看影片。
然而許多加盟商繳納大筆經費後發現，其機器和藥水只是騙局一場、沒有任何效果，央視也沒有與其合作；各種抗爭無果後，利用《誰在說》揭露此事。然而本案查緝中的案外案發現，該公司牆上懸掛的大量獎狀和證書都來自一間「中國產品質量技術監督中心」。於是深入追查後發現，該中心只是一間私人公司，任何人繳交人民幣1500至2000元後附上工商登記證影本就能獲得任何獎項，包含全國百強企業、中國知名AAA品牌等各種名目的鍍金牌匾和證書。記者臥底探訪後發現，該公司業務員也承認其頒發的證書只有「行業協會自治標準效果」、沒有國家認證效果，所以很難認定其有《中華人民共和國刑法》違法行為。至今，該公司還在運作並頒發獎狀。